# David Ier de Trébizonde
David Ier de Trébizonde ou David Ier Grand Comnène (en grec : Δαβίδ Κομνηνός), né vers 1184 et mort le 13 décembre 1212 (date incertaine), et son frère aîné, Alexis, furent les cofondateurs de l'empire de Trébizonde qu'ils dirigèrent conjointement, Alexis à partir de Trébizonde, David à partir d'Héraclée du Pont et de Sinope.
Second fils du sébastocrate Manuel Comnène, David naquit à Constantinople vers 1184. À la suite de la révolution qui renversa Andronic Ier Comnène en 1185, les deux frères allèrent se réfugier à la cour de la reine Tamar de Géorgie, leur parente du côté maternel. On ignore à peu près tout de leur enfance et de leur adolescence.
David et Alexis font leur réapparition vers la fin-mars ou le début-avril 1204 pratiquement au même moment où les croisés de la quatrième croisade s'emparaient de Constantinople (8 avril 1204). Ils sont alors à la tête d'une armée fournie par la reine Tamar pour s'emparer de Trébizonde,. Ceci fait, ils fondent un empire dont Alexis devient empereur et David chef des armées. Pendant qu'Alexis demeurait dans la capitale, David continuait l'expansion territoriale du nouvel empire vers l'ouest et avançait jusqu'à Héraclée du Pont aussi revendiquée par l'empire de Nicée. Ceci devait entraîner un grave conflit avec Théodore Ier Lascaris ; pour y faire face, David s'allia à l'Empire latin également en conflit avec l'empire de Nicée. Le détachement envoyé par Henri Ier de Constantinople pour aider David fut toutefois défait par le général nicéen Andronic Gidos. Sur la défensive à partir de 1207, David dut se replier progressivement vers Sinope. On perd trace de David à partir de 1208. Lorsqu'en 1212, Kay Khusraw Ier vint assiéger la ville celle-ci est défendue par Alexis qui est fait prisonnier par les Seldjoukides. Selon certaines théories, il serait mort au cours du conflit. Selon d’autres, un grave conflit aurait surgi entre David et son frère; ce dernier aurait exilé David au mont Athos où il mourut.

## Toile de fond

L’empire de Trébizonde (en violet).

À la mort de Manuel Ier Comnène (r. 1143 – 1180), son fils Alexis II (r. 1180 - 1183) alors âgé de douze ans, monta sur le trône, la régence étant exercée par sa mère, Marie d’Antioche, dont la sympathie à l’endroit des Latins et de l’aristocratie du palais créa un fort mécontentement dans la population. À la suite du massacre des Latins de Constantinople (avril-mai 1182) un autre membre de la famille, Andronic Comnène, petit-fils d’Alexis Ier, alors gouverneur de la région du Pont, prit la tête d’une révolution unissant la population de la capitale et les membres de l'aristocratie mis de côté sous les précédents empereurs Comnène. Après avoir chassé la régence, Andronic fit proclamer à nouveau Alexis II empereur en mai 1182, mais il se débarrassa de celui-ci en septembre 1183 pour devenir lui-même empereur.
La politique anti latine d’Andronic fera monter les tensions entre l’Empire byzantin et l’Occident, alors que sa politique anti aristocratie lui aliénera les grands propriétaires fonciers, principale source de sa puissance militaire. Le régime de terreur qu’il instaura, joint à la crainte des Normands de Sicile qui, après s’être emparés de Thessalonique, se dirigeaient vers Constantinople conduisit à une nouvelle révolution qui mit un terme à la dynastie des Comnène le 12 septembre 1185.
Cette révolution porta sur le trône Isaac II Ange (r. 1185 – 1195). Craignant que le fils du défunt empereur ne constitue une menace pour sa légitimité, celui-ci fit aveugler le sébastocrate Manuel, père de David, qui mourut peu après. Né en 1182, Alexis, le fils aîné de Manuel, avait trois ans à l’époque. Quant à David, on sait qu’il était un peu plus jeune; chose certaine, il était déjà né en 1185. Sa mère était la princesse Rusudan, fille du roi Georges III de Géorgie. Cette dernière était la sœur cadette de la princesse Tamar qui devait succéder à son père et régner sur la Géorgie de 1184 à 1213.

## Jeunesse d’Alexis et de David

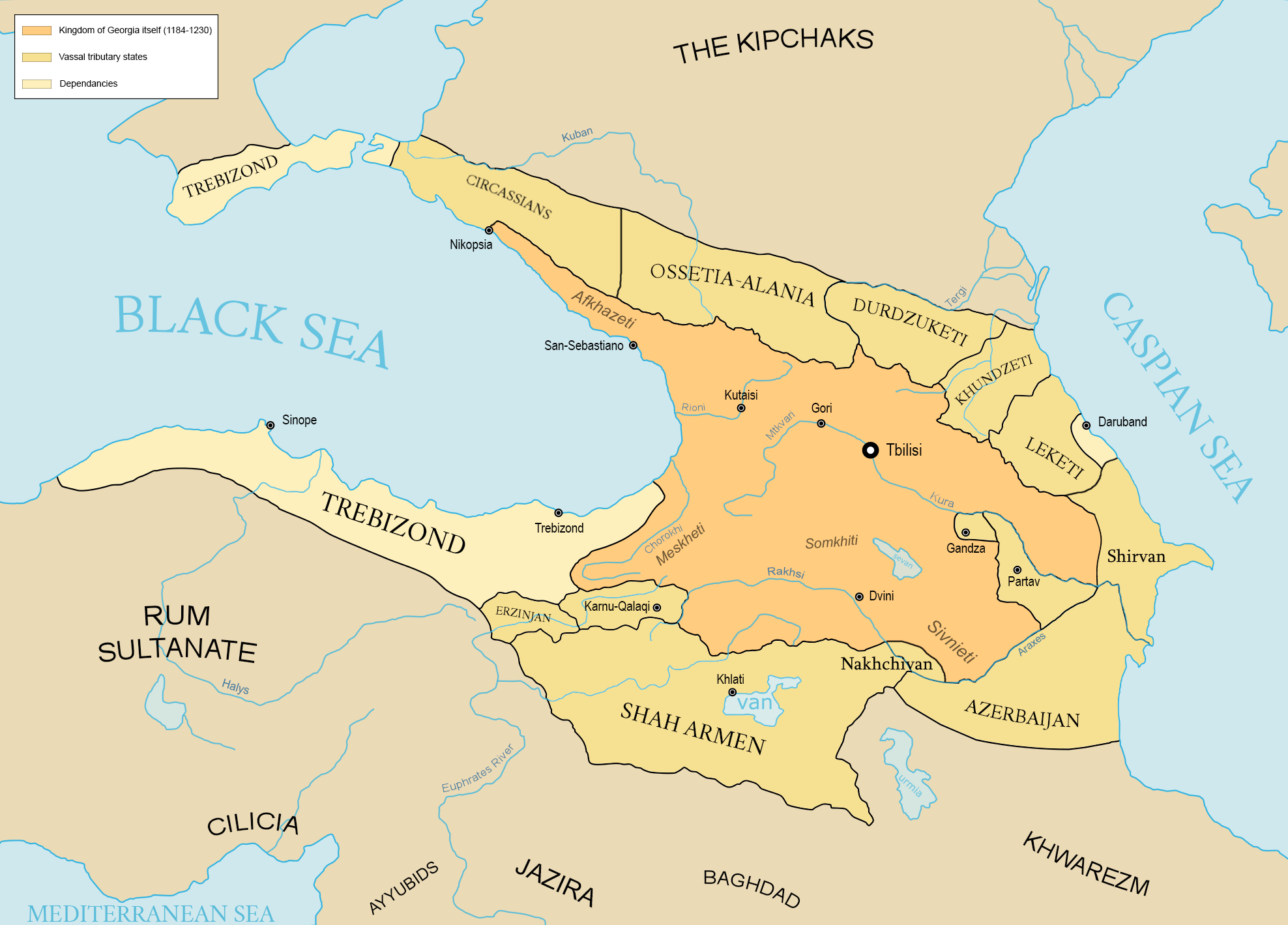
Le royaume de Géorgie entre 1184 et 1230 au sommet de sa puissance.

La région du Pont, correspondant au thème de Chaldée, avait vu ses liens avec l’Empire byzantin se relâcher à la suite des avancées des Turcs seldjoukides et aux guerres civiles se déroulant à Constantinople. Sous le règne d'Alexis Ier Comnène, elle s’était constituée en principauté quasi indépendante sous la direction de Théodore Gabras. Dans le sillage de la Première Croisade, la reconquête du littoral de l'Asie Mineure par les Byzantins avait permis de rétablir une continuité territoriale avec la région de la Chaldée. Mais vers la fin du règne d’Alexis, le fils de Théodore, Constantin Gabras, devenu à son tour doux (gouverneur) de Chaldée, dirigea la province de façon plus ou moins autonome jusqu’à ce que Jean II vienne en 1140 combattre les Danichmendides.
Lorsqu’Isaac II Ange fut mis à mort par la plèbe de Constantinople et que leur père eut les yeux crevés, les deux jeunes enfants, probablement aidés par leur mère, s’échappèrent de Constantinople, on ne sait par quel moyen, et parvinrent à rejoindre cette région d’où était originaire la famille Comnène et où elle avait encore des partisans fidèles,. De là ils devaient rejoindre Tbilissi où, sous la protection leur tante, la reine Tamar, ils grandirent à la cour de celle-ci, attendant l'occasion de faire valoir leurs droits face à l'usurpateur. On ignore pratiquement tout de leur jeunesse. La seule source sur l’empire de Trébizonde est un chroniqueur de Géorgie, Michael Panaretus, qui ne donne que très peu d’informations sur la situation intérieure du royaume pour les années qui vont jusqu’en 1280, se concentrant sur les relations avec les diverses tribus turques pendant cette période. Toutefois, selon Vasiliev, “le géorgien devint leur langue maternelle” et les deux jeunes princes devinrent “complètement géorgiens tant par leur langue et éducation que par leurs idées politiques".
L’occasion de reprendre le territoire qui avait servi de berceau à leur famille devait se présenter en 1203 lorsque l’empereur Alexis III Ange (r. 1195-1203) fit saisir une somme d’argent considérable que Tamar destinait à divers monastères géorgiens d’Antioche et du mont Athos. Furieuse, Tamar se servit de ce prétexte pour agrandir son royaume le long de la côte sud-ouest de la mer Noire dont la population était en large partie de langue géorgienne,.
Alexis et David, alors respectivement âgés de 22 et de 21 ou 20 ans, saisirent l’occasion pour demander à leur tante de prendre le commandement de l’armée pour reprendre aux Turcs ces territoires .
Leur expédition de Tblisi à Trébizonde dura huit jours, traversant probablement la Lazique par Theodosiopolis (Erzurum). Début avril, les forces géorgiennes arrivaient devant Trébizonde où le gouverneur Nicéphore Paléologue n’eut d’autre choix que de capituler devant des forces supérieures en nombre. Peu après, Constantinople tombait aux mains des croisés et l’Empire byzantin était remplacé par l’Empire latin. Ainsi, quoiqu’il existe une similitude dans le temps entre la chute de Constantinople et la création de l’empire de Trébizonde, il n’existe pas de lien de cause à effet entre les deux, sinon que la création de l’empire de Trébizonde n’aurait pas été possible sans l’affaiblissement progressif de l’Empire byzantin qui conduisit à sa chute.
Les deux frères créèrent dans les territoires conquis un nouvel État connu sous le nom d’empire de Trébizonde, Alexis devenant le nouvel empereur le 25 avril 1204 et David le chef des armées avec le titre de strategos. Selon certains historiens, le nouvel empire aurait, du moins dans ses premières années, été un vassal du royaume de Géorgie.

## Expansion de l’empire

Bannière de l’armée de David Comnène créée par les deux frères et utilisée jusqu’à la fin de l’empire de Trébizonde.

L’année suivante, David toujours à la tête des troupes géorgiennes continua la campagne de conquête jusqu’à Héraclée du Pont, prenant successivement les villes d’Oïnon (aujourd’hui Ünye), Limnia, Samsun, Sinop, Kireson (aujourd’hui Giresun), Ordu (aujourd’hui Altinordu) et Amastra (aujourd’hui Amasra), ainsi que l’ensemble des territoires de Paphlagonie et du Pont. Les deux frères décidèrent alors de se partager le territoire : Alexis gouvernerait l’est de l’empire, avec comme capitale Trébizonde, alors que David s’établissait à Héraclée du Pont. Devenus à toute fin pratique coempereurs, et se considérant comme les héritiers légitimes d’Andronic Ier, les deux frères devinrent ainsi les souverains d’un État qui, comme le despotat d'Épire et l’Empire de Nicée pouvait prétendre à la succession de l’Empire byzantin.
Si David Comnène, plus belliqueux que son frère avait peut-être songé à reconquérir Constantinople, c’était également le but de Théodore Laskaris (r. 1205 – 1221), lequel après la chute de Constantinople s’était établi avec son frère Constantin à Nicée.
Les armées de l’un et de l’autre se rencontrèrent en Bithynie en 1205 mais celle de David, retenu à Héraclée du Pont, eut le dessous. Les Turcs seldjoukides, alors alliés de Théodore Laskaris, venaient de s’attaquer aux frontières du nouvel État et, sous le commandement du sultan Kay Khusraw revenu au pouvoir après un exil de 1197 à 2005, assiégèrent Trébizonde. Toutefois, Alexis fut en mesure de résister si bien que les Seldjoukides durent se retirer l’année suivante.
La capitale du nouvel empire ainsi délivrée, les deux frères purent réorganiser leurs forces pour continuer la lutte contre Théodore Laskaris. Avançant en Bithynie, David envoya le jeune général Synadenos s’emparer de la ville nicéenne de Nicomédie (aujourd’hui Izmit en Turquie). Toutefois, celui-ci tomba dans une embuscade tendue par les forces de Théodore et fut fait prisonnier. David dut alors reconnaître Héraclée du Pont (que les Nicéens continuaient à réclamer comme leur) comme frontière entre les deux empires. Pendant que David était ainsi en lutte avec les Nicéens, Alexis de son côté étendait son autorité sur une partie de la Crimée qui devint une province d'outre-mer appelée Perateia (« au-delà de la mer »).
Théodore menaçant de faire reculer David encore plus loin, ce dernier fit appel aux Latins. Et lorsqu’en 1206 l’empereur de Nicée voulut occuper le district frontalier de Plousias il fut empêché de prendre Héraclée par Thierry de Loos que les Latins avait nommé doux de Nicomédie,.
Réalisant alors que les forces de Trébizonde seraient incapables de résister à la fois à celles de Nicée et à celles des Seldjoukides de Kay Khusraw, David demanda à Henri de Hainaut, jusque-là régent de l’Empire latin, de l’inclure ainsi que ses sujets dans tous les traités et la correspondance que celui-ci pourrait avoir avec Théodore Laskaris et de traiter son pays comme territoire latin, préférant ainsi une suzeraineté nominale latine à une annexion par l’empire de Nicée,. Ayant succédé à son frère Baudouin, Henri de Hainaut accepta l’offre et envoya quelque 300 auxiliaires francs à la frontière entre les deux empires. Ceux-ci franchirent le Sangarios et, pendant leur expédition, pillèrent les populations de la région avant de récupérer le district de Plousias . David choisit alors d’arrêter son avance, mais les auxiliaires francs continuèrent dans les montagnes où elles tombèrent dans une embuscade tendue par le général nicéen Andronic Guido. Tous furent massacrés sauf un qui eut la vie sauve pour aller faire rapport du résultat tragique de l’expédition à l’empereur latin.

## Les dernières années

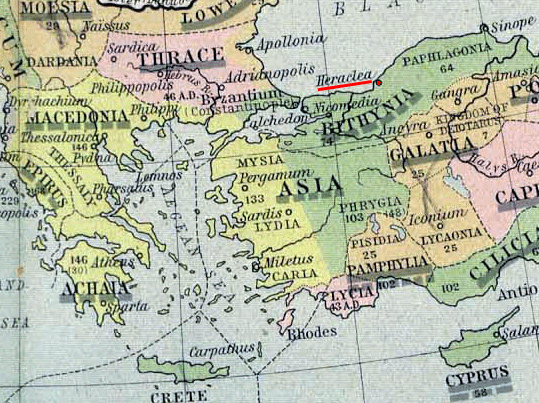
Carte montrant la localisation respective des villes de Sinope et Héraclée du Pont.

En 1208, Théodore Laskaris reprit l’offensive contre David Comnène sur le fleuve Sangarios mettant le siège devant Héraclée du Pont. David fit appel à Henri de Hainaut lequel traversa la mer de Marmara et vint occuper Nicomédie, menaçant ainsi les arrières de Théodore qui dut lever le siège et retourner sur son propre territoire, perdant environ 1000 soldats en retraversant le fleuve Sangarios en crue. L’armée de l’empereur latin aurait pu s’emparer d’un plus grand territoire en Bithynie, mais un hiver particulièrement froid empêcha ses troupes d’avancer plus loin.
En dépit de cet échec, Théodore ne renonça pas à s’emparer de la Paphlagonie. Après la défaite des Seldkjouks à Antioche sur le Méandre, il conclut un traité avec le nouveau sultan Kay Khusraw pour attaquer en même temps le territoire de Trébizonde. D’après Nicétas Choniatès, Théodore ne rencontra aucune résistance devant lui et put rapidement reprendre Héraclée du Pont et Amastris,. En juin 1207, Henri de Hainaut abandonna Nicomédie au profit de Théodore.
De son côté, Kay Khusraw, qui ambitionnait de joindre les rives de la Méditerranée à celles de la mer Noire, mit le siège devant Sinope en 1212,. C’est à ce moment que l’on perd trace de David Comnène : la ville fut défendue non par ce dernier mais par Alexis. En novembre 1214, la ville tombait aux mains des Seldjoukides après qu’Alexis eut été fait prisonnier,.
On ignore ce qu’il advint précisément de David ni pourquoi aucune mention n’est faite de lui pendant le siège de Sinope. Certains auteurs plus anciens comme Jakob Philipp Fallmerayer ont cru que David avait été tué au cours du siège. Toutefois, les textes de l’époque sont muets sur le sort de David ce qui laisse croire qu’il était déjà disparu au moment de la capitulation. Selon une note retrouvée dans les annales du Mont Athos, David y serait mort le 12 ou 13 décembre 1212 au monastère de Vatopedi avec lequel les Grands Comnène entretenaient des liens étroits. Ici encore, nul ne sait comment il se serait échappé de la ville en état de siège, y laissant son frère Alexis, ni comment il serait parvenu au Mont Athos. Selon R. Shukurov, se basant sur le fait que toute trace de David Comnène a été effacée des chroniques du temps, de graves différents auraient opposé David et son frère Alexis à un moment quelconque entre 1208 et 1212, à la suite de quoi David aurait été exilé par son frère au Mont Athos, suivant l’usage bien établi de l’Empire byzantin où les membres de la famille impériale en disgrâce étaient aveuglés avant d’être tonsurés pour passer le reste de leur vie dans un monastère.
Il serait aussi possible que David se soit enfui pour trouver refuge auprès de l’empereur latin; toutefois, le traité de Nymphaeon, signé la même année entre l’empire de Nicée et l’Empire latin ne fait aucune mention de l’empire de Trébizonde ce qui donne à penser que, réduit à une mince bande de terre le long de la mer, celui-ci n’entrait plus dans les préoccupations de Théodore Laskaris ou de Henri de Hainaut et que le sort de David était déjà réglé.

### Sources primaires
- (en) Nicétas Choniatès (trad. Harry J. Magoulias), O City of Byzantium: Annals of Niketas Choniates, Wayne State University Press, 1984  (ISBN 0-8143-1764-2).

- (he) Panaretos, Michael. Chronicle, ch. 1. Greek text in Original-Fragmente, Chroniken, Inschiften und anderes Materiale zur Geschichte des Kaiserthums Trapezunt, part 2; in Abhandlungen der historischen Classe der königlich bayerischen Akademie 4 (1844), abth. 1, pp. 11; German translation, p. 41.

### Sources secondaires
- (en) Angold, Michael. A Byzantine Government in Exile. Government and Society under the Laskarids of Nicaea, 1204-1261. Oxford University Press, 1975.  (ISBN 978-0-198-21854-8).

- (en) Angold, Michael. «Byzantine politics vis-à-vis the Fourth Crusade». Angeliki Laiou (ed.) Urbs capta: the Fourth Crusade and its consequences. Paris, Lethielleux, 2005.  (ISBN 2-283-60464-8).

- (en) Angold,Michael. The Byzantine Empire, 1025–1204: A Political History, Longman, 1984  (ISBN 0-582-29468-1).

- (en) Booth, Ian. "Theodore Laskaris and Paphlagonia, 1204-1214; towards a chronological description". (dans) Archeion Pontou, 2003/4, pp. 151–224.

- (en) Bryer, Anthony. "David Komnenos and Saint Eleutherios", (dans) Archeion Pontou 42 (1988-1989), pp. 166 et sq.

- (en) Bryer, Anthony. « A Byzantine Family: The Gabrades, c. 979 – c. 1653 », University of Birmingham Historical Journal, vol. XII, 1970.

- (en) Bryer, Anthony. The Empire of Trebizond and the Pontos, Londres, Variorum Reprints, 1980.  (ISBN 978-0-860-78062-5).

- (it) Cesaretti, Paolo. L'impero perduto. Vita di Anna di Bisanzio, una sovrana tra Oriente e Occidente. Milano, Mondadori, 2006.  (ISBN 88-04-52672-6).

- (fr) Cheynet, Jean-Claude. Pouvoir et contestations à Byzance (963–1210). (= Publications de la Sorbonne. Série Byzantina Sorbonensia. Bd. 9). Reimpression. Paris, Publications de la Sorbonne Centre de Recherches d'Histoire et de Civilisation Byzantines, 1996, no. 212.

- (en) Eastmond, Antony (1998). Royal Imagery in Medieval Georgia. University Park (PA), Pennsylvania State Press, 1998.  (ISBN 0-271-01628-0).

- (en) Finlay, George. The history of Greece from its conquest by the Crusaders to its conquest by the Turks, and of the empire of Trebizond, 1204-1461. University of Michigan Press, 2009 [1851].  (ISBN 1150606843).

- (en) Gardiner, Alice. The Lascarids of Nicaea: The Story of an Empire in Exile, 1912, (Amsterdam: Adolf M. Hakkert, 1964).

- (fr) Janssens, Émile. Trébizonde en Colchide, Travaux de la Faculté de Philosophie et Lettres, t. XL, Bruxelles, Presses universitaires de Bruxelles, 1969.

- (fr) Kuršanskis, Michel. "L'Empire de Trébizonde et la Géorgie", (dans) Revue des études byzantines, 35 (1977), pp. 237-256.

- (fr) Kuršanskis, Michel. « L'empire de Trébizonde et les Turcs au 13e siècle », (dans) Revue des études byzantines, 46 (1988), pp. 109-124.

- (it) Lilie, Ralph-Johannes. Bisanzio la seconda Roma. Roma: Newton & Compton, 2005.  (ISBN 88-541-0286-5).

- (en) Mikaberidze, A. Historical dictionary of Georgia. 2nd ed. Lanham, MD, United States: ROWMAN & LITTLEFIELD,  (ISBN 978-1-442-24145-9).

- (en) Miller, William. Trebizond: The last Greek Empire of the Byzantine Era (1204-1461), 1926 Chicago, Agronaut, 1969.

- (fr) Nicol, Donald MacGillivray. Les Derniers Siècles de Byzance, 1972 édition originale, trad. fr. 2005 Les Belles Lettres, rééd. Tallandier 2008.  (ISBN 2-251-38074-4).

- (fr) Nystazopoulou, Marie. « La dernière reconquête de Sinope par les Grecs de Trébizonde (1254-1265) », (dans) Revue des études byzantines 22, 1964, pp. 241-249.

- (it) Norwich, John Julius. Bisanzio. Milano, Mondadori, 2000.  (ISBN 88-04-48185-4).

- (it) Ravegnani, Giorgio. Introduzione alla storia bizantina. Bologna, Il Mulino, 2008.  (ISBN 8815126791).

- (it) Ravegnani, Giorgio. Bisanzio e Venezia. Bologna, Il Mulino, 2006.  (ISBN 8815109269).

- (en) Savvidēs, Alexēs G. K. Byzantium in the Near East: its relations with the Seljuk sultanate of Rum in Asia Minor, the Armenians of Cilicia and the Mongols, A.D. c. 1192-1237. Kentron Vyzantinōn Ereunōn, 1981.

- (en) Savvides, Alexios G., Benjamin Hendrickx (ed.). Encyclopaedic Prosopographical Lexicon of Byzantine History and Civilization. Vol. 2: Baanes–Eznik of Kolb. Brepols Publishers, Turnhout 2008,  (ISBN 978-2-503-52377-4).

- (en) Shukurov, R. "The Enigma of David Grand Komnenos", (dans) Mesogeios, 12, 2001, pp. 125-136.

- (en) Toumanoff, Cyril. "On the Relationship between the Founder of the Empire of Trebizond and the Georgian Queen Thamar", Speculum, 15 (1940), pp. 299-312.

- (en) Vasiliev, A.A. "The Foundation of the Empire of Trebizond (1204-1222)", (dans) Speculum, 11 (1936), pp. 9-18.